# Tethysbaena relicta
Tethysbaena relicta is een bronkreeftjessoort uit de familie van de Monodellidae. De wetenschappelijke naam van de soort is voor het eerst geldig gepubliceerd in 1962 door Pór.